# Qualificazioni al campionato europeo maschile di pallamano 1994
Le qualificazioni al campionato europeo maschile di pallamano 1994 qualificarono alla fase finale disputata in Portogallo 11 squadre.

Le selezioni nazionali partecipanti alle qualificazioni furono suddivise in sette gruppi, sei da cinque squadre e uno da quattro squadre ciascuno. Le prime squadre classificate di ogni girone, più la migliore tra le seconde, furono direttamente qualificate alla fase finale della competizione; le altre compagini arrivate in seconda posizione nei rispettivi raggruppamenti disputarono degli spareggi per gli ultimi tre posti in palio.

## Prima fase
| Gruppo 1 |            |     |   |   |   |   |     |     |      |      |
|          | Squadra    | Pts | G | V | N | P | GF  | GS  | Diff | Note |
| 1        | Danimarca  | 13  | 8 | 6 | 1 | 1 | 230 | 140 | +90  | Qua. |
| 2        | Romania    | 12  | 8 | 6 | 0 | 2 | 191 | 155 | +36  | Qua. |
| 3        | Ucraina    | 9   | 8 | 4 | 1 | 3 | 165 | 156 | +9   |      |
| 4        | Slovacchia | 6   | 8 | 3 | 0 | 5 | 159 | 163 | -4   |      |
| 5        | Moldavia   | 0   | 8 | 0 | 0 | 8 | 117 | 248 | -131 |      |

|                   |            |  |    |    |  |            |
| 7 aprile 1993     | Romania    |  | 25 | 16 |  | Ucraina    |
| 7 aprile 1993     | Slovacchia |  | 26 | 15 |  | Moldavia   |
| 14 aprile 1993    | Moldavia   |  | 17 | 23 |  | Romania    |
| 5 maggio 1993     | Ucraina    |  | 29 | 10 |  | Moldavia   |
| 12 maggio 1993    | Slovacchia |  | 16 | 23 |  | Romania    |
| 26 maggio 1993    | Ucraina    |  | 21 | 21 |  | Danimarca  |
| 29 settembre 1993 | Danimarca  |  | 26 | 14 |  | Slovacchia |
| 5 ottobre 1993    | Danimarca  |  | 41 | 11 |  | Moldavia   |
| 7 ottobre 1993    | Moldavia   |  | 11 | 41 |  | Danimarca  |
| 10 ottobre 1993   | Slovacchia |  | 15 | 21 |  | Ucraina    |
| 13 ottobre 1993   | Romania    |  | 27 | 23 |  | Danimarca  |
| 20 ottobre 1993   | Ucraina    |  | 21 | 16 |  | Romania    |
| 20 ottobre 1993   | Moldavia   |  | 16 | 29 |  | Slovacchia |
| 18 novembre 1993  | Danimarca  |  | 30 | 14 |  | Ucraina    |
| 8 dicembre 1993   | Moldavia   |  | 20 | 25 |  | Ucraina    |
| 8 dicembre 1993   | Slovacchia |  | 21 | 22 |  | Danimarca  |
| 22 dicembre 1993  | Romania    |  | 34 | 17 |  | Moldavia   |
| 5 gennaio 1994    | Romania    |  | 22 | 19 |  | Slovacchia |
| 12 gennaio 1994   | Ucraina    |  | 18 | 19 |  | Slovacchia |
| 12 gennaio 1994   | Danimarca  |  | 26 | 21 |  | Romania    |

| Gruppo 2 |          |     |   |   |   |   |     |     |      |      |
|          | Squadra  | Pts | G | V | N | P | GF  | GS  | Diff | Note |
| 1        | Ungheria | 12  | 8 | 6 | 0 | 2 | 182 | 142 | +40  | Qua. |
| 2        | Slovenia | 10  | 8 | 5 | 0 | 3 | 189 | 149 | +40  | P.O. |
| 3        | Norvegia | 10  | 8 | 5 | 0 | 3 | 183 | 164 | +19  |      |
| 4        | Lituania | 8   | 8 | 4 | 0 | 4 | 179 | 179 | 0    |      |
| 5        | Georgia  | 0   | 8 | 0 | 0 | 8 | 126 | 225 | -99  |      |

|                  |          |  |    |    |  |          |
| 7 marzo 1993     | Slovenia |  | 22 | 20 |  | Lituania |
| 7 aprile 1993    | Ungheria |  | 28 | 17 |  | Lituania |
| 13 aprile 1993   | Georgia  |  | 15 | 22 |  | Ungheria |
| 15 aprile 1993   | Ungheria |  | 27 | 17 |  | Georgia  |
| 13 giugno 1993   | Georgia  |  | 18 | 30 |  | Lituania |
| 13 giugno 1993   | Slovenia |  | 24 | 19 |  | Ungheria |
| 14 giugno 1993   | Lituania |  | 27 | 15 |  | Georgia  |
| 13 agosto 1993   | Georgia  |  | 18 | 30 |  | Norvegia |
| 15 agosto 1993   | Norvegia |  | 26 | 17 |  | Georgia  |
| 12 ottobre 1993  | Ungheria |  | 24 | 15 |  | Norvegia |
| 20 ottobre 1993  | Lituania |  | 23 | 20 |  | Ungheria |
| 24 ottobre 1993  | Slovenia |  | 24 | 19 |  | Norvegia |
| 27 novembre 1993 | Lituania |  | 21 | 22 |  | Norvegia |
| 15 dicembre 1993 | Norvegia |  | 16 | 24 |  | Ungheria |
| 19 dicembre 1993 | Norvegia |  | 23 | 19 |  | Slovenia |
| 26 dicembre 1993 | Lituania |  | 24 | 22 |  | Slovenia |
| 5 gennaio 1994   | Ungheria |  | 18 | 15 |  | Slovenia |
| 6 gennaio 1994   | Norvegia |  | 32 | 17 |  | Lituania |
| 9 gennaio 1994   | Georgia  |  | 14 | 34 |  | Slovenia |
| 12 gennaio 1994  | Slovenia |  | 29 | 12 |  | Georgia  |

| Gruppo 3 |         |     |   |   |   |   |     |     |      |      |
|          | Squadra | Pts | G | V | N | P | GF  | GS  | Diff | Note |
| 1        | Svezia  | 16  | 8 | 8 | 0 | 0 | 204 | 147 | +57  | Qua. |
| 2        | Austria | 9   | 8 | 4 | 1 | 3 | 164 | 157 | +7   | P.O. |
| 3        | Turchia | 8   | 8 | 3 | 2 | 3 | 176 | 159 | +17  |      |
| 4        | Estonia | 6   | 8 | 3 | 0 | 5 | 158 | 196 | -38  |      |
| 5        | Belgio  | 1   | 8 | 0 | 1 | 7 | 137 | 180 | -43  |      |

|                  |         |  |    |    |  |         |
| 10 aprile 1993   | Estonia |  | 21 | 20 |  | Belgio  |
| 23 maggio 1993   | Turchia |  | 27 | 18 |  | Estonia |
| 2 giugno 1993    | Belgio  |  | 15 | 25 |  | Svezia  |
| 5 giugno 1993    | Austria |  | 17 | 19 |  | Svezia  |
| 5 giugno 1993    | Belgio  |  | 18 | 18 |  | Turchia |
| 7 ottobre 1993   | Svezia  |  | 32 | 19 |  | Estonia |
| 10 ottobre 1993  | Estonia |  | 19 | 26 |  | Turchia |
| 17 ottobre 1993  | Turchia |  | 18 | 18 |  | Austria |
| 22 ottobre 1993  | Austria |  | 18 | 15 |  | Belgio  |
| 23 ottobre 1993  | Estonia |  | 16 | 25 |  | Svezia  |
| 24 ottobre 1993  | Turchia |  | 25 | 12 |  | Belgio  |
| 9 novembre 1993  | Svezia  |  | 28 | 19 |  | Turchia |
| 20 novembre 1993 | Svezia  |  | 21 | 19 |  | Austria |
| 10 dicembre 1993 | Estonia |  | 21 | 25 |  | Austria |
| 12 dicembre 1993 | Austria |  | 22 | 24 |  | Estonia |
| 12 dicembre 1993 | Turchia |  | 21 | 22 |  | Svezia  |
| 16 dicembre 1993 | Belgio  |  | 17 | 21 |  | Austria |
| 6 gennaio 1994   | Austria |  | 24 | 22 |  | Turchia |
| 6 gennaio 1994   | Svezia  |  | 32 | 21 |  | Belgio  |
| 12 gennaio 1994  | Belgio  |  | 19 | 20 |  | Estonia |

| Gruppo 4 |             |     |   |   |   |   |     |     |      |      |
|          | Squadra     | Pts | G | V | N | P | GF  | GS  | Diff | Note |
| 1        | Croazia     | 13  | 8 | 6 | 1 | 1 | 214 | 166 | +48  | Qua. |
| 2        | Bielorussia | 11  | 8 | 5 | 1 | 2 | 234 | 186 | +48  | P.O. |
| 3        | Islanda     | 8   | 8 | 5 | 1 | 2 | 200 | 173 | +27  |      |
| 4        | Finlandia   | 5   | 8 | 2 | 1 | 5 | 193 | 208 | -15  |      |
| 5        | Bulgaria    | 0   | 8 | 0 | 0 | 8 | 134 | 242 | -108 |      |

|                  |             |  |    |    |  |             |
| 12 aprile 1993   | Finlandia   |  | 26 | 31 |  | Croazia     |
| 11 giugno 1993   | Croazia     |  | 28 | 19 |  | Bulgaria    |
| 13 giugno 1993   | Bulgaria    |  | 17 | 27 |  | Croazia     |
| 10 ottobre 1993  | Finlandia   |  | 23 | 23 |  | Islanda     |
| 13 ottobre 1993  | Bielorussia |  | 23 | 23 |  | Croazia     |
| 15 ottobre 1993  | Bielorussia |  | 43 | 14 |  | Bulgaria    |
| 16 ottobre 1993  | Bulgaria    |  | 22 | 31 |  | Bielorussia |
| 18 ottobre 1993  | Bielorussia |  | 37 | 25 |  | Finlandia   |
| 20 ottobre 1993  | Islanda     |  | 24 | 22 |  | Croazia     |
| 11 novembre 1993 | Bulgaria    |  | 15 | 30 |  | Islanda     |
| 12 novembre 1993 | Islanda     |  | 28 | 17 |  | Bulgaria    |
| 24 novembre 1993 | Finlandia   |  | 26 | 29 |  | Bielorussia |
| 1º dicembre 1993 | Croazia     |  | 26 | 18 |  | Islanda     |
| 19 dicembre 1993 | Croazia     |  | 30 | 15 |  | Finlandia   |
| 7 gennaio 1994   | Bielorussia |  | 29 | 26 |  | Islanda     |
| 9 gennaio 1994   | Islanda     |  | 23 | 18 |  | Bielorussia |
| 11 gennaio 1994  | Finlandia   |  | 28 | 16 |  | Bulgaria    |
| 12 gennaio 1994  | Bulgaria    |  | 14 | 27 |  | Finlandia   |
| 12 gennaio 1994  | Croazia     |  | 27 | 24 |  | Bielorussia |
| 16 gennaio 1994  | Islanda     |  | 28 | 23 |  | Finlandia   |

| Gruppo 5 |             |     |   |   |   |   |     |     |      |      |
|          | Squadra     | Pts | G | V | N | P | GF  | GS  | Diff | Note |
| 1        | Germania    | 14  | 8 | 7 | 0 | 1 | 183 | 118 | +65  | Qua. |
| 2        | Francia     | 13  | 8 | 6 | 1 | 1 | 185 | 157 | +28  | P.O. |
| 3        | Paesi Bassi | 7   | 8 | 3 | 1 | 4 | 154 | 163 | -97  |      |
| 4        | Israele     | 3   | 8 | 1 | 1 | 6 | 156 | 192 | -36  |      |
| 5        | Grecia      | 3   | 8 | 1 | 1 | 6 | 149 | 197 | -48  |      |

|                  |             |  |    |    |  |             |
| 15 maggio 1993   | Grecia      |  | 29 | 26 |  | Israele     |
| 27 maggio 1993   | Paesi Bassi |  | 20 | 17 |  | Israele     |
| 31 maggio 1993   | Paesi Bassi |  | 24 | 22 |  | Grecia      |
| 10 giugno 1993   | Israele     |  | 18 | 22 |  | Francia     |
| 12 giugno 1993   | Grecia      |  | 17 | 17 |  | Francia     |
| 18 giugno 1993   | Paesi Bassi |  | 17 | 18 |  | Germania    |
| 18 giugno 1993   | Francia     |  | 33 | 22 |  | Grecia      |
| 20 giugno 1993   | Germania    |  | 18 | 12 |  | Paesi Bassi |
| 26 giugno 1993   | Germania    |  | 27 | 13 |  | Israele     |
| 30 giugno 1993   | Germania    |  | 36 | 17 |  | Grecia      |
| 15 ottobre 1993  | Grecia      |  | 24 | 25 |  | Paesi Bassi |
| 17 ottobre 1993  | Grecia      |  | 0  | 10 |  | Germania    |
| 18 ottobre 1993  | Israele     |  | 19 | 19 |  | Paesi Bassi |
| 23 novembre 1993 | Israele     |  | 18 | 30 |  | Germania    |
| 14 dicembre 1993 | Francia     |  | 27 | 19 |  | Israele     |
| 19 dicembre 1993 | Germania    |  | 26 | 22 |  | Francia     |
| 19 dicembre 1993 | Israele     |  | 26 | 18 |  | Grecia      |
| 22 dicembre 1993 | Paesi Bassi |  | 18 | 20 |  | Francia     |
| 9 gennaio 1994   | Francia     |  | 19 | 18 |  | Germania    |
| 12 gennaio 1994  | Francia     |  | 25 | 19 |  | Paesi Bassi |

| Gruppo 6 |          |     |   |   |   |   |     |     |      |      |
|          | Squadra  | Pts | G | V | N | P | GF  | GS  | Diff | Note |
| 1        | Spagna   | 15  | 8 | 7 | 1 | 0 | 235 | 141 | +94  | Qua. |
| 2        | Polonia  | 11  | 8 | 5 | 1 | 2 | 227 | 160 | +67  | P.O. |
| 3        | Svizzera | 10  | 8 | 5 | 0 | 3 | 225 | 166 | +59  |      |
| 4        | Lettonia | 4   | 8 | 2 | 0 | 6 | 179 | 230 | -51  |      |
| 5        | Cipro    | 0   | 8 | 0 | 0 | 8 | 113 | 282 | -169 |      |

|                  |          |  |    |    |  |          |
| 27 febbraio 1993 | Svizzera |  | 34 | 13 |  | Cipro    |
| 28 febbraio 1993 | Cipro    |  | 14 | 44 |  | Svizzera |
| 6 marzo 1993     | Svizzera |  | 22 | 24 |  | Spagna   |
| 14 aprile 1993   | Polonia  |  | 24 | 22 |  | Svizzera |
| 15 aprile 1993   | Cipro    |  | 28 | 32 |  | Lettonia |
| 19 aprile 1993   | Lettonia |  | 32 | 17 |  | Cipro    |
| 23 maggio 1993   | Svizzera |  | 31 | 24 |  | Lettonia |
| 12 giugno 1993   | Spagna   |  | 39 | 6  |  | Cipro    |
| 13 giugno 1993   | Cipro    |  | 13 | 32 |  | Spagna   |
| 17 giugno 1993   | Spagna   |  | 33 | 12 |  | Lettonia |
| 19 giugno 1993   | Spagna   |  | 30 | 24 |  | Polonia  |
| 12 ottobre 1993  | Spagna   |  | 21 | 15 |  | Svizzera |
| 12 ottobre 1993  | Lettonia |  | 19 | 36 |  | Polonia  |
| 16 ottobre 1993  | Lettonia |  | 22 | 29 |  | Spagna   |
| 19 ottobre 1993  | Polonia  |  | 27 | 27 |  | Spagna   |
| 25 novembre 1993 | Svizzera |  | 28 | 20 |  | Polonia  |
| 8 dicembre 1993  | Lettonia |  | 26 | 29 |  | Svizzera |
| 12 gennaio 1994  | Polonia  |  | 27 | 12 |  | Lettonia |
| 15 gennaio 1994  | Polonia  |  | 35 | 11 |  | Cipro    |
| 16 gennaio 1994  | Cipro    |  | 11 | 34 |  | Polonia  |

| Gruppo 7 |             |     |   |   |   |   |     |     |      |      |
|          | Squadra     | Pts | G | V | N | P | GF  | GS  | Diff | Note |
| 1        | Russia      | 12  | 6 | 6 | 0 | 0 | 169 | 101 | +68  | Qua. |
| 2        | Rep. Ceca   | 8   | 6 | 4 | 0 | 2 | 152 | 105 | +47  | P.O. |
| 3        | Italia      | 4   | 6 | 2 | 0 | 4 | 116 | 117 | -1   |      |
| 4        | Lussemburgo | 0   | 6 | 0 | 0 | 6 | 86  | 200 | -114 |      |

|                   |             |  |    |    |  |             |
| 5 giugno 1993     | Lussemburgo |  | 17 | 36 |  | Rep. Ceca   |
| 10 giugno 1993    | Italia      |  | 24 | 8  |  | Lussemburgo |
| 13 giugno 1993    | Russia      |  | 25 | 18 |  | Rep. Ceca   |
| 26 giugno 1993    | Russia      |  | 45 | 18 |  | Lussemburgo |
| 27 giugno 1993    | Lussemburgo |  | 13 | 35 |  | Russia      |
| 18 settembre 1993 | Russia      |  | 26 | 19 |  | Italia      |
| 19 ottobre 1993   | Rep. Ceca   |  | 24 | 12 |  | Italia      |
| 2 novembre 1993   | Rep. Ceca   |  | 32 | 10 |  | Lussemburgo |
| 13 novembre 1993  | Italia      |  | 13 | 17 |  | Russia      |
| 1º dicembre 1993  | Rep. Ceca   |  | 20 | 21 |  | Russia      |
| 8 dicembre 1993   | Italia      |  | 20 | 25 |  | Rep. Ceca   |
| 17 dicembre 1993  | Lussemburgo |  | 20 | 28 |  | Italia      |

## Play off
| Squadra 1 | Squadra 2   | Andata               | Ritorno                 | Totale  |
| --------- | ----------- | -------------------- | ----------------------- | ------- |
| Slovenia  | Rep. Ceca   | Celje, 2 marzo 1994  | Chomutov, 10 marzo 1994 | 38 - 38 |
| Slovenia  | Rep. Ceca   | 19 - 16              | 19 - 22                 | 38 - 38 |
| Polonia   | Francia     | Kielce, 2 marzo 1994 | Marsiglia, 8 marzo 1994 | 42 - 51 |
| Polonia   | Francia     | 23 - 19              | 19 - 32                 | 42 - 51 |
| Austria   | Bielorussia | Linz, 2 marzo 1994   | Minsk, 8 marzo 1994     | 43 - 45 |
| Austria   | Bielorussia | 28 - 17              | 15 - 28                 | 43 - 45 |